# René Dupéré
René Dupéré é um compositor canadense, é mais conhecido por seus trabalhos com a companhia circense Cirque du Soleil onde dirige a parte musical de maioria dos espetáculos.

## Trabalhos no Cirque du Soleil
- 2005 KÀ
- 2005 Solarium/Delirium
- 2005 Delirium (temas originais)
- 2005 Mystère - Live In Las Vegas (temas originais)
- 1997 Saltimbanco
- 1995 Alegría
- 1994 Mystère
- 1994 Cirque du Soleil - Baroque Odyssey
- 1991 Cirque du Soleil: We Reinvent the Circus
- 1991 Nouvelle expérience

## Trabalhos em Filmes
- 2008 Journey to the Center of the Earth (TV)
- 2004 La Peau blanche
- 2004 Ciertos vacíos
- 2003 Oïo
- 1991 The Irises
- 1989 Ballade urbaine
- 1989 La Toile blanche
- 1986 Anne Trister
- 1886 La Magie continue (TV)

## Trabalhos na Televisão
- 1998 L'Ombre de l'épervier